# Mary Fowler
Mary Fowler (ur. 14 lutego 2003 w Cairns) – australijska piłkarka, występująca na pozycji napastniczki w angielskim klubie Manchester City W.F.C. oraz w reprezentacji Australii. Uczestniczka Igrzysk Olimpijskich 2020 w Tokio i 2024 w Paryżu, Mistrzostw Świata 2019 i 2023 oraz Pucharu Azji 2022.

## Statystyki

### Klubowe
Na podstawie:
| Klub                   | Sezonów | Liga                    | Liga  | Liga   | Puchar krajowy | Puchar krajowy | Kontynentalne | Kontynentalne | Suma  | Suma   |
| Klub                   | Sezonów | Liga                    | Mecze | Bramki | Mecze          | Bramki         | Mecze         | Bramki        | Mecze | Bramki |
| ---------------------- | ------- | ----------------------- | ----- | ------ | -------------- | -------------- | ------------- | ------------- | ----- | ------ |
| Adelaide United FC     | 1       | W-League                | 7     | 3      | 0              | 0              | –             | –             | 22    | 4      |
| Montpellier HSC        | 3       | Division 1 Féminine     | 40    | 10     | 2              | 0              | –             | –             | 12    | 9      |
| Manchester City W.F.C. | 3       | FA Women’s Super League | 41    | 9      | 18             | 6              | 10            | 2             | 41    | 15     |
|                        | Łącznie | Łącznie                 | 88    | 22     | 20             | 6              | 10            | 2             | 346   | 258    |

### Reprezentacyjne
Na podstawie:
| Mecze i gole w reprezentacji podczas Mistrzostw Świata 2023 | Mecze i gole w reprezentacji podczas Mistrzostw Świata 2023 | Mecze i gole w reprezentacji podczas Mistrzostw Świata 2023 | Mecze i gole w reprezentacji podczas Mistrzostw Świata 2023 | Mecze i gole w reprezentacji podczas Mistrzostw Świata 2023 | Mecze i gole w reprezentacji podczas Mistrzostw Świata 2023 | Mecze i gole w reprezentacji podczas Mistrzostw Świata 2023 | Mecze i gole w reprezentacji podczas Mistrzostw Świata 2023 |
| Lp.                                                         | Data                                                        | Miasto                                                      | Przeciwnik                                                  | Wynik                                                       | Gole                                                        | Inne                                                        | Faza rozgrywek                                              |
| ----------------------------------------------------------- | ----------------------------------------------------------- | ----------------------------------------------------------- | ----------------------------------------------------------- | ----------------------------------------------------------- | ----------------------------------------------------------- | ----------------------------------------------------------- | ----------------------------------------------------------- |
| 1.                                                          | 20.07.2023                                                  | Sydney                                                      | Irlandia                                                    | 1:0 (0:0)                                                   |                                                             |                                                             | Faza grupowa                                                |
| 2.                                                          | 31.07.2023                                                  | Melbourne                                                   | Kanada                                                      | 4:0 (2:0)                                                   | 58'                                                         |                                                             | Faza grupowa                                                |
| 3.                                                          | 07.08.2023                                                  | Sydney                                                      | Dania                                                       | 2:0 (1:0)                                                   |                                                             | asysta                                                      | 1/8 finału                                                  |
| 4.                                                          | 12.08.2023                                                  | Brisbane                                                    | Francja                                                     | 0:0 (k.7:6)                                                 |                                                             |                                                             | Ćwierćfinał                                                 |
| 5.                                                          | 16.08.2023                                                  | Sydney                                                      | Anglia                                                      | 1:3 (0:1)                                                   |                                                             |                                                             | Półfinał                                                    |
| 6.                                                          | 19.08.2023                                                  | Brisbane                                                    | Szwecja                                                     | 0:2 (0:1)                                                   |                                                             |                                                             | Mecz o 3. miejsce                                           |

## Sukcesy
Na podstawie:

### Klubowe
- Wicemistrzyni Anglii 2023/24